# Сплайсинг РНК

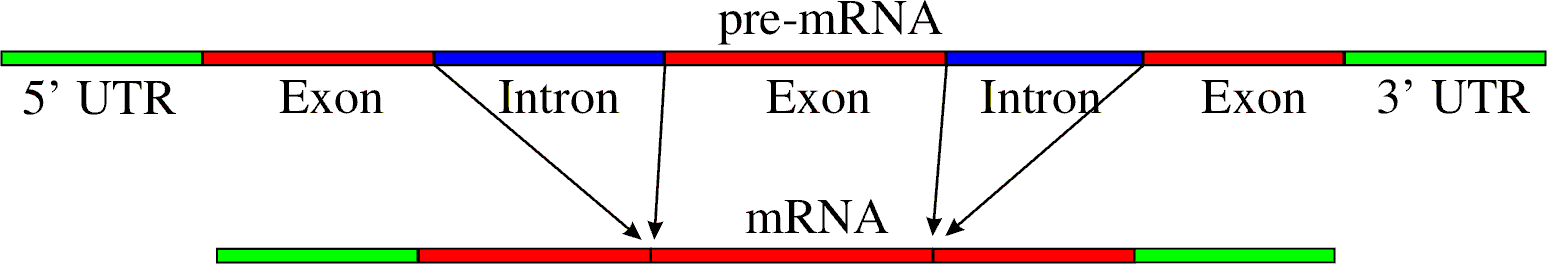
Ілюстрація сплайсингу.

Сплайсинг РНК — процес «вирізання» інтронів і «зшивання» екзонів під час процесингу попередника матричної РНК (пре-мРНК), синтезованого в результаті транскрипції; також існує сплайсинг тРНК. Через те, що в геномах прокаріотів інтрони дуже рідкі (знайдені тільки в генах тРНК і рРНК), сплайсинг зазвичай характерний для еукаріотів. В результаті кепування, сплайсингу та поліаденілування (трьох етапів процесингу) еукаріотична пре-мРНК перетворюється на зрілу мРНК, що кодує білок; потім зріла мРНК транспортується з ядра до цитоплазми, де використовується для біосинтезу білків (трансляції). Процес сплайсингу включає серії біохімічних реакції, які каталізуються сплайсосомою, комплексом малих ядерних рибонуклеопротеїнів (мяРНП). У багатьох випадках сплайсинг призводить до утворення кількох різних мРНК (з різним набором екзонів) і відповідно різних унікальних типів білків, залежно від того, які інтрони вилучаються і які екзони з'єднуються — це явище називається альтернативним сплайсингом.

## Швидкість сплайсингу
За допомогою методики SMIT (англ. single-molecule intron tracking одномолекулярного інтронного відстеження) у 2016 р. вдалося встановити що 50% сплайсингу закінчується протягом 1,4 секунди після проходження полімеразою 3'-сайту сплайсингу. Полімераза і сплайсосома можуть взаємодіяти, коли між ними є відстань у 1-4 нуклеотиди, а 10% сплайсингу у дріжджів відбувається на відстані 24-36 нуклеотидів від полімерази. Раніше вважалося, що полімераза повинна відійти на відстань у 1000 нуклеотидів.